# Festus Ezeli
Ifeanyi Festus Ezeli-Ndulue (ur. 21 października 1989 w Beninie) – nigeryjski koszykarz występujący na pozycji środkowego.
7 lipca 2016 podpisał umowę z Portland Trail Blazers. 30 czerwca 2017 został zwolniony przez klub.

## Osiągnięcia
Stan na 30 lipca 2016, na podstawie, o ile nie zaznaczono inaczej.
NCAA
- Uczestnik turnieju NCAA (2010–2012)
- Mistrz turnieju konferencji Southeastern (SEC – 2012)
- Zaliczony do II składu konferencji SEC (2011)

NBA
- Mistrz NBA (2015)[4]
- Wicemistrz NBA (2016)[5]